# Собачкообразные
Собачкообразные (лат. Blenniiformes) — отряд лучепёрых рыб из надотряда колючепёрых. Ранее рассматривался в ранге подотряда собачковидных в отряде окунеобразных.
Морские, солоноватоводные и пресноводные рыбы.  В отряде собачкообразных выделяют 6 семейств с 150 родами и 918 видами.

## Описание
Все собачкообразные сходны внешне и имеют общие черты поведения, большинство — мелкие рыбы с удлинённым телом (некоторые напоминают угрей), с относительно крупными глазами и ртом. Спинной плавник обычно один, но длинный. В анальном плавнике менее трёх колючих лучей, мягкие лучи неветвистые. Хвостовой плавник закруглённый. Рыло тупое, часто с усиками. Обычно ведут придонный образ жизни, большую часть времени проводят на дне или невысоко над ним. Многие виды — одиночные, могут закапываться в песок или жить в пещерах и расщелинах рифов или в нижнем течении рек. Также могут делать себе «домики» в пустых раковинах моллюсков.

## Классификация
В состав отряда включают 6 семейств:
- Blenniidae — Собачковые: 2 подсемейства, 58 родов, 397 видов
- Chaenopsidae — Хенопсиевые: 14 родов, 96 видов
- Clinidae — Клиновые, или чешуйчатые собачки[4]: 3 подсемейства, 26 родов, 88 видов
- Dactyloscopidae — Американские звездочётовые, или американские звездочёты, или дактилоскоповые: 9 родов, 48 видов
- Tripterygiidae — Троепёрые: 29 родов, 171 вид
- Labrisomidae — Лабрисомовые: 14 родов, 118 видов

## Галерея

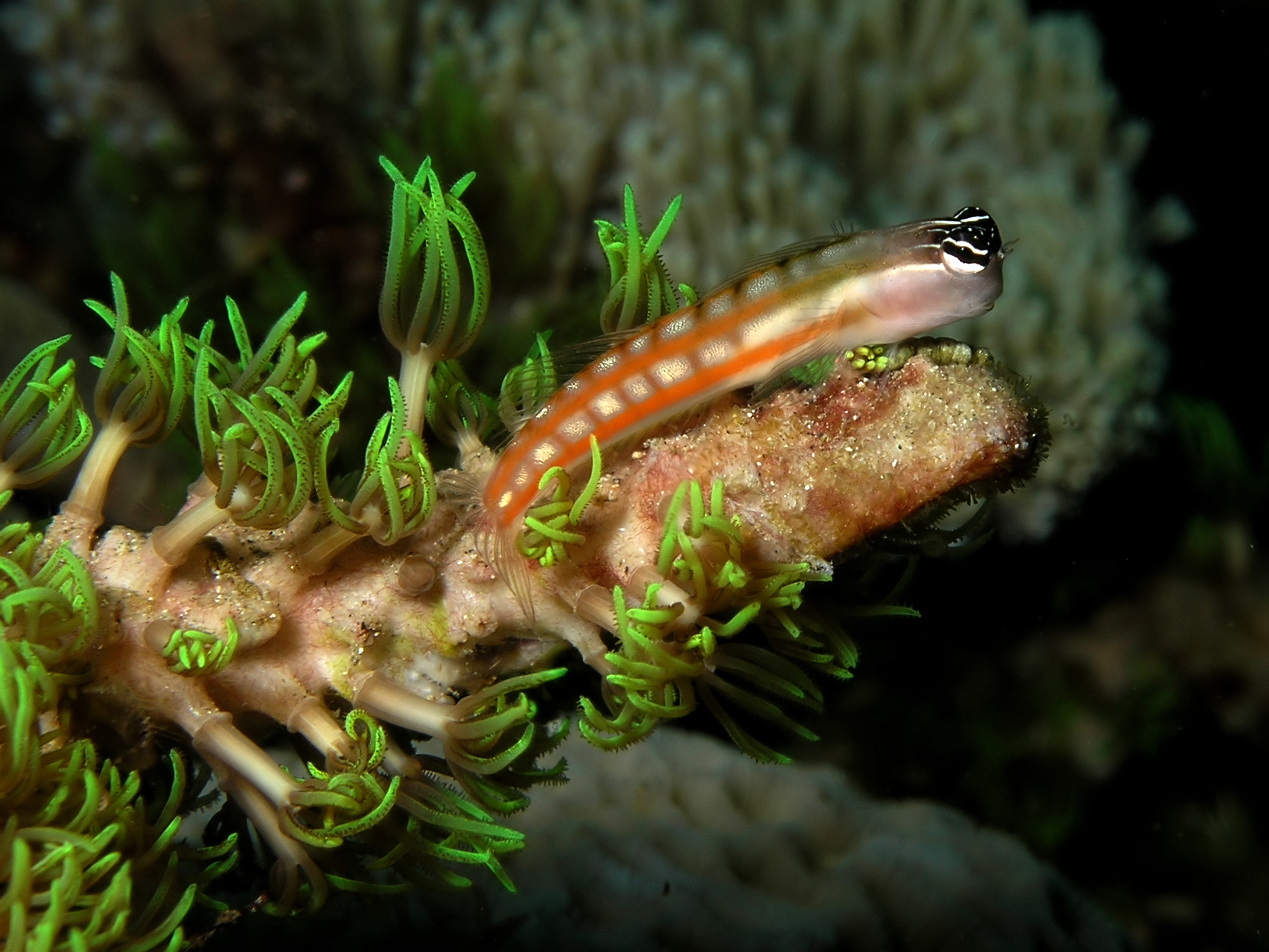
Ecsenius axelrodi из Восточного Тимора
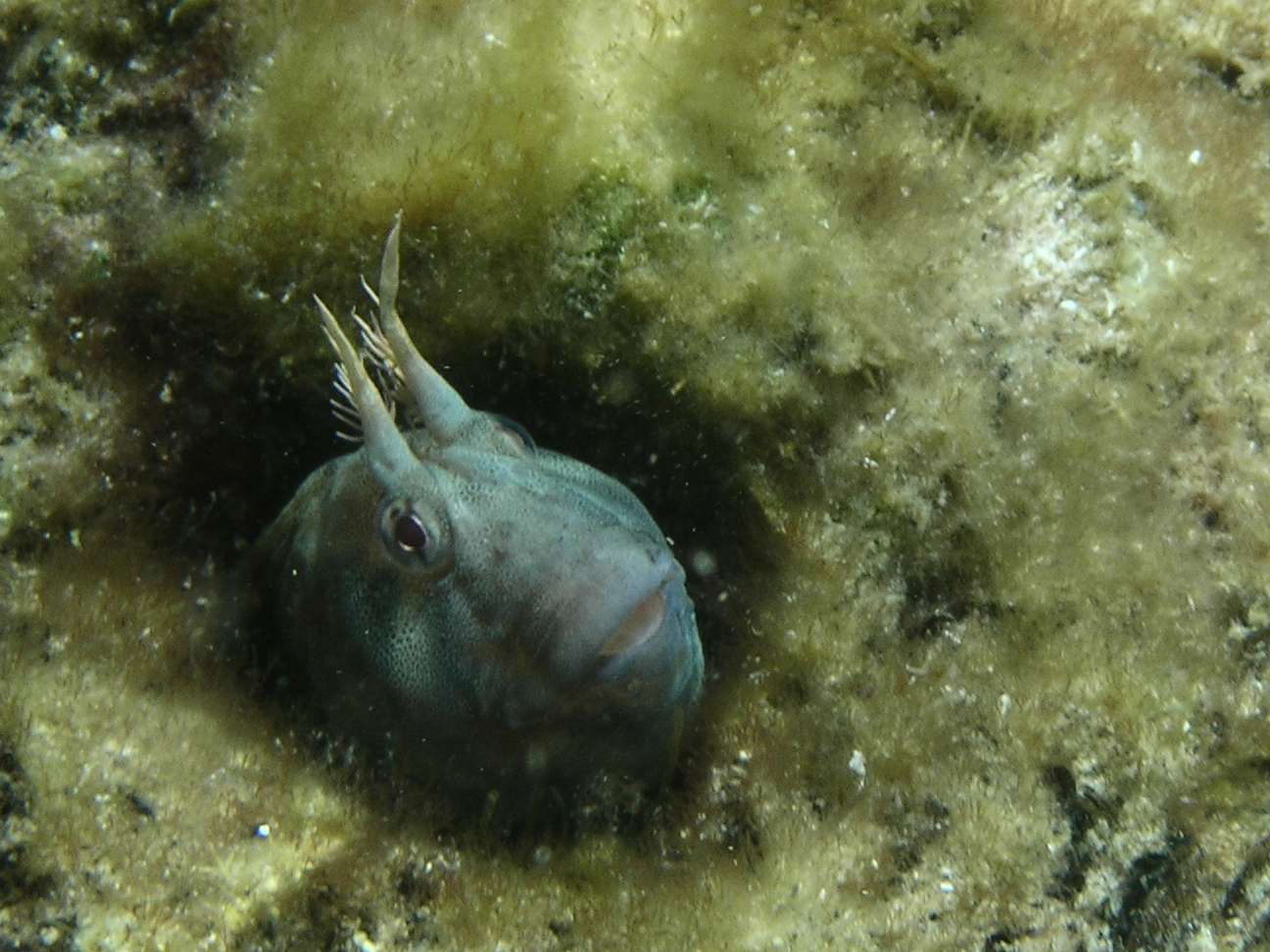
Parablennius tasmanianus в южной Австралии
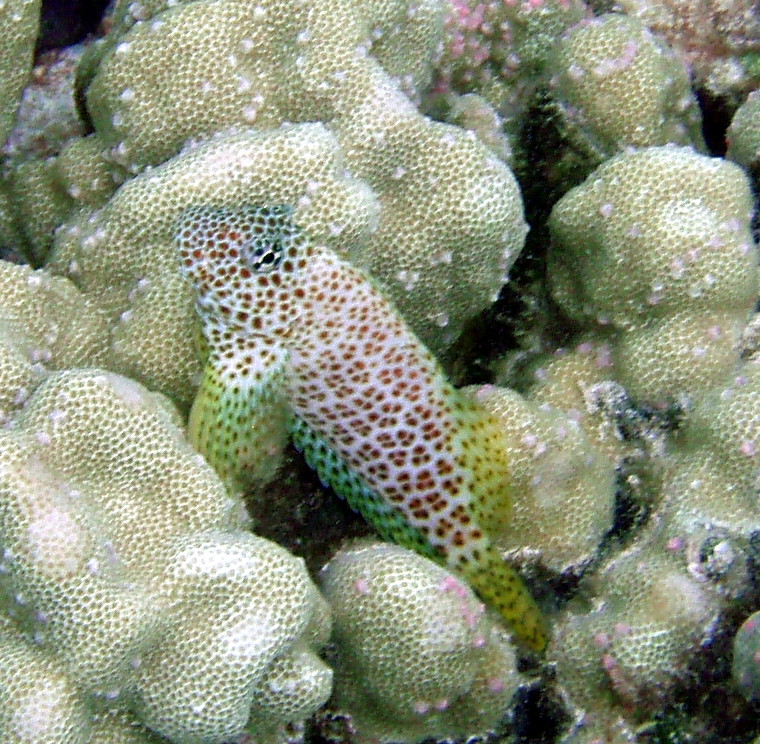
Exallias brevis
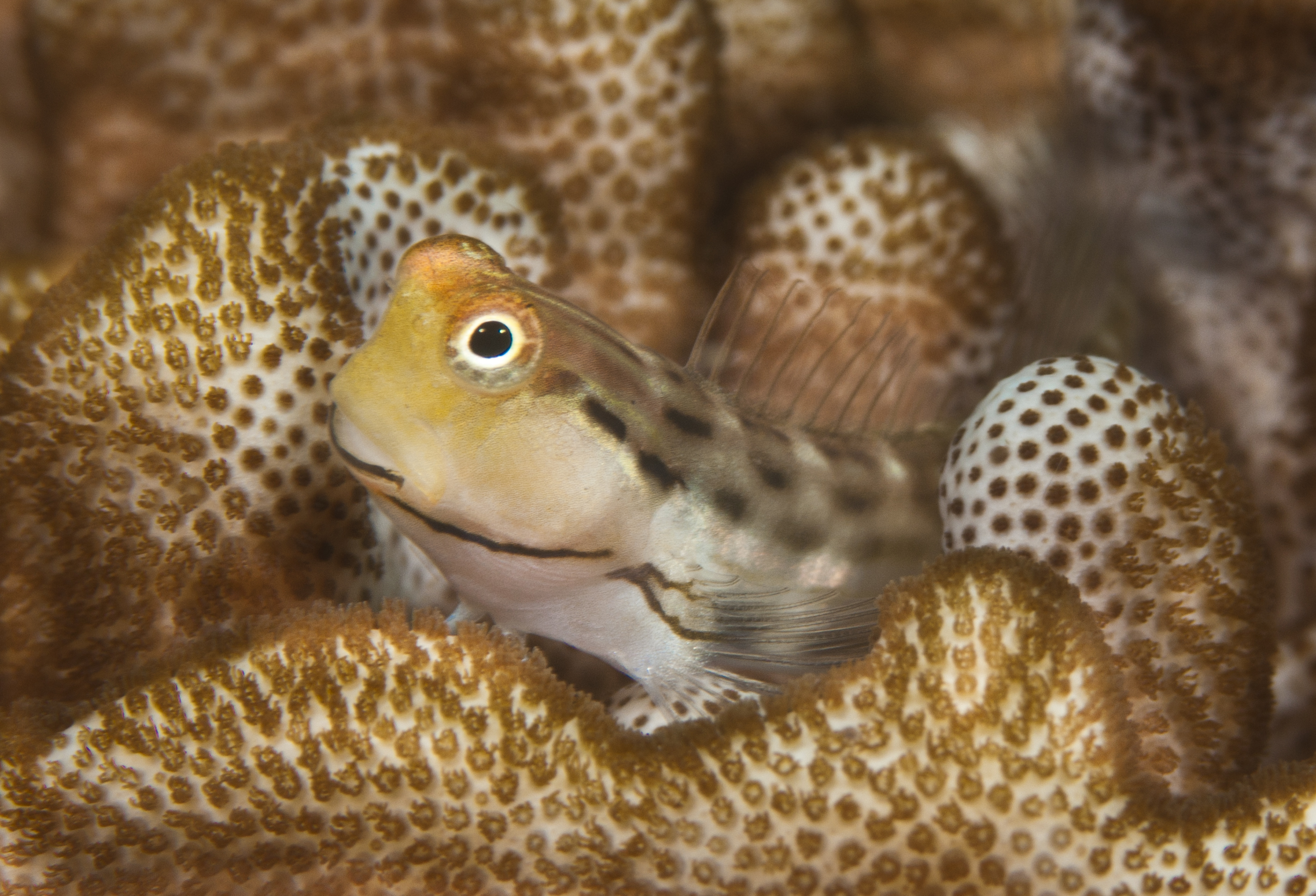
Salarias sinuosus
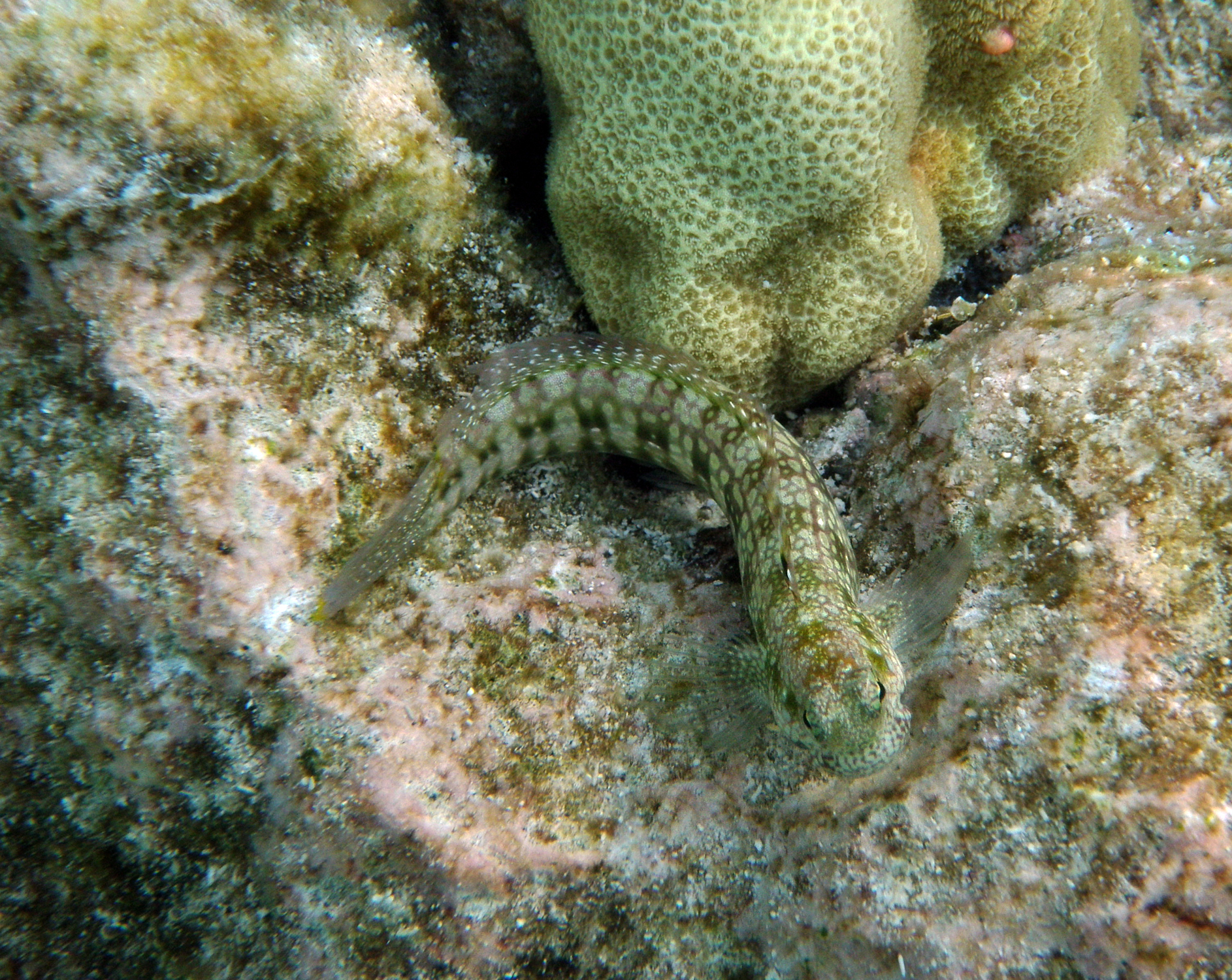
Entomacrodus marmoratus